# Колман, Роберт Гриффин
Роберт Гриффин Колман (англ. Robert Griffin Coleman; 5 января 1923 — 18 октября 2020) — американский геолог.
Член Национальной академии наук США (1980), иностранный член Российской академии наук (1994).

## Биография
Родился 5 января 1923 года в городе Туин-Фолс, штат Айдахо, США, в семье Lloyd Wilbur и его жены Frances Coleman.
Поступил на спортивную стипендию в университет Орегона. В 1941 году футбольная команда университета O.S.C., в которой Роберт играл в качестве полузащитника, выиграла кубок Тихоокеанской конференции. Завербовался
в Вооруженные силы США и успел принять участие во Второй мировой войне. Вернулся в университет и окончил обучение в нём, получив степень бакалавра (1948) и магистра геологии (1950), начав подготовку докторской диссертации в Стэнфордском университете. Одновременно работал минералогом в Комиссии по атомной энергии США.
В 1954 году Колман начал работать в Геологической службе США в региональном отделении Менло Парк, Калифорния. В 1964—1968 годах он возглавил отдел изотопной геологии, затем руководил отделом полевой геохимии и петрологии (1977—1979). Проработал в Геологической службе до 1982 года. Защитив в Стэнфордском университете в 1957 году докторскую диссертацию, он совмещал обязанности в Геологической службе с преподавательской работой и научными исследованиями в разных странах: читал лекции по геохимии и геологии в Стэнфордском университете (с 1965 года, профессор геологии с 1982 года) и университете Султана Кабуса в Омане (1988—1990), работал приглашенным петрографом в Геологической службе Новой Зеландии (1962—1963).
В 1975—1976 годах Роберт Колман принимал участие в исследованиях по итальяно-американскому проекту «Metamorphism and tectonics of the Italian Alps». Работал по проекту глубоководного бурения в 1980 году и в том же году вошел в состав комитета по науке Программы экономического, научного и культурного обмена между США и СССР. Непосредственное сотрудничество Колмана с геологами Советского Союза началось в рамках Международной программы геологической корреляции (МПГК). В 1977—1980 годах он был членом Национального комитета США по МПГК.
В 1980 году был избран в состав Национальной академии наук США. Член Минералогического общества Америки (с 1970), Геологического общества Америки (с 1972) и Американского геофизического союза (с 1985).
В 1989 году американский учёный приезжал в СССР для участия в работе Всесоюзного совещания по тектонике литосферных плит, которую проводили Институт океанологии и Институт литосферы Академии наук СССР. Кандидатура Роберта Колмана в состав Российской академии наук была выдвинута на заседании бюро Отделения геологии, геофизики, геохимии и горных наук 4 июля 1993 года. 28 марта 1994 года на заседании Отделения Колман был избран иностранным членом Академии по Отделению геологии, геофизики, геохимии и горных наук (геология). С 1993 года Колман являлся членом редколлегий российских журналов «Геотектоника» и «Геология и геофизика».
В 1993 году Роберт Гриффин Колман вышел на пенсию, но продолжил работу в Стэнфордском университете.
7 августа 1948 года женился на Cathryn J. Hirschberger, у них родились дети: Robert Griffin Junior, Derrick Job и Mark Dana.